# Пентанема британская
Пентанема британская (лат. Pentanéma británnicum), или Девяси́л брита́нский (устаревший синоним) — многолетнее травянистое растение, вид, относящийся к роду Пентанема (Pentanema) семейства Астровые (Asteraceae). До 2018 года включался в состав рода Девясил (Inula), в традиционном объёме являющегося полифилетичным.

## Ботаническое описание

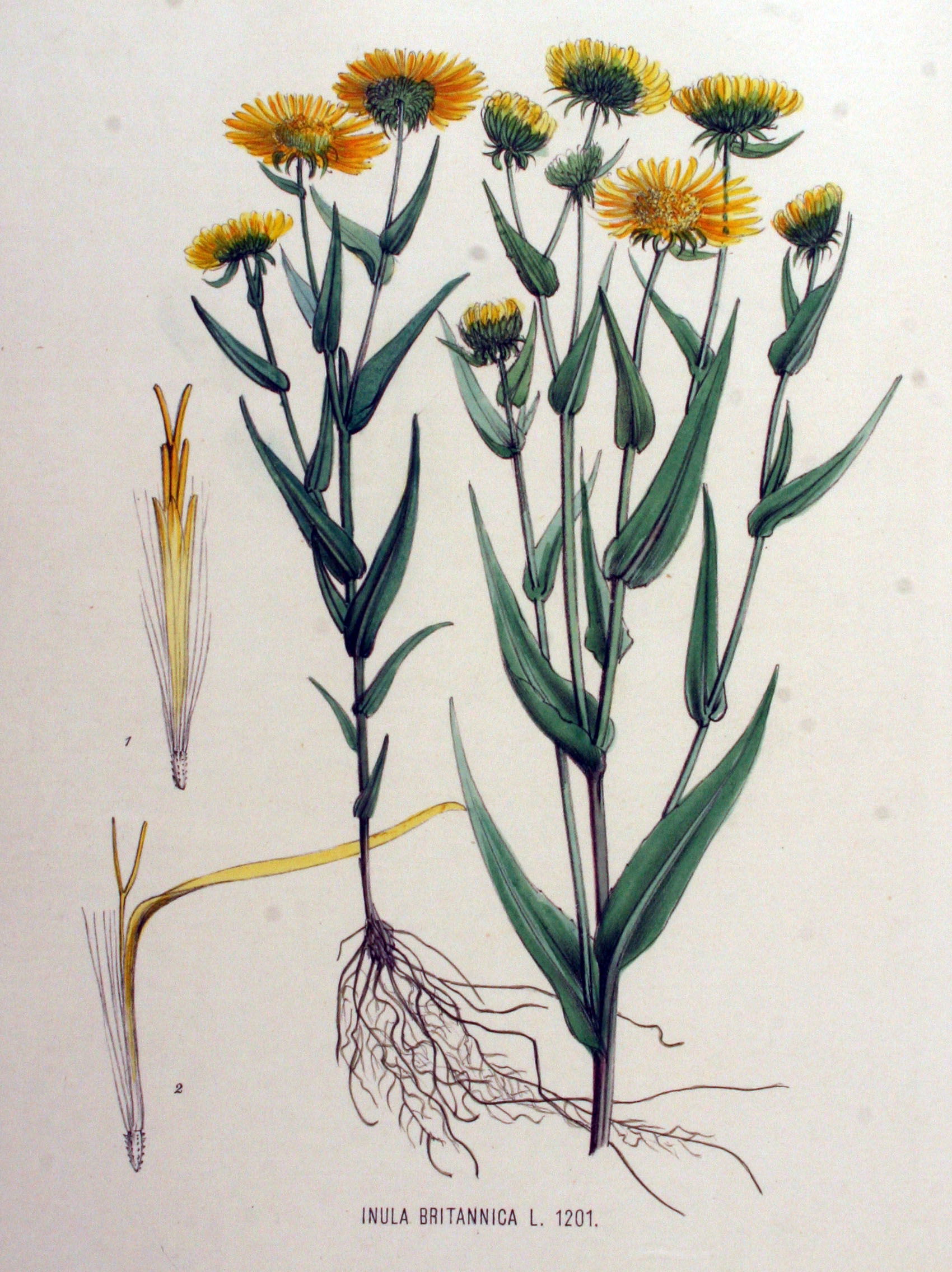

Всё растение более или менее тонкошерстисто-мохнатое.
Стебель прямой; листья ланцетные, цельнокрайные или мелко-зубчатые; нижние — к основанию суженые; стеблевые — с сердцевидным стеблеобхватывающим основанием.
Цветки образуют жёлтые корзинки довольно крупной величины, собранные в общий щиток; обёртка из линейно-ланцетных заострённых листочков.

## Распространение и среда обитания
Распространён в средней и южной Европе, в южной и средней России, включая Ленинградскую область. 
Растёт по берегам рек, на влажных полях и лугах, берегах водоёмов, пастбищам, пустырям. 

## Хозяйственное значение и применение
Может использоваться в народной медицине, а также в кулинарии как заменитель дрожжей.
Продуктивность нектара цветком 0,03 мг, растением 19,8 мг, при сплошном произрастании 12 кг/га. В нектаре содержится 49,5% сахара. В соцветии может быть до 795 цветков которые дают 63,0—95,4 мг жёлтой пыльцы. Одно растение может выделить от 251 до 570 мг пыльцы. В луговых ассоциациях дает от 1,9 до 8,4 пыльцы; на степных участках от 0,4 до 1,6 кг/га. На участках сплошного произрастания девясила британского на 78 соцветиях-корзинках работали 4 медоносные пчелы. Отмечены 58 мух, 13 бабочек и 3 одиночные пчёлы. Одна медоносная пчела принесёт в улей 18,4 мг нектара и затратит 70% собранного за одну фуражировку нектара на осматривание 2069 цветков и полет до улья и обратно.

### Таксономия[6]
Pentanema britannicum (L.) D.Gut.Larr., Santos-Vicente, Anderb., E.Rico & M.M.Mart.Ort., 2018, Taxon 67(1): 159
Вид Пентанема британская относится к роду Пентанема семейства Астровые (Asteraceae) порядка Астроцветные (Asterales). Кладограмма в соответствии с Системой APG IV:
|  |                                      |  |                                   |                                   |                    |  | ещё 10 семейств | ещё 10 семейств |                      |  |  |  | еще 34 подтвержденных и 20 в статусе "непроверенных" видов и инфравидовых таксонов |
|  |                                      |  |                                   |                                   |                    |  | ещё 10 семейств | ещё 10 семейств |                      |  |  |  | еще 34 подтвержденных и 20 в статусе "непроверенных" видов и инфравидовых таксонов |
|  |                                      |  |                                   | порядок Астроцветные              |                    |  |                 |                 | род Пентанема        |  |  |  |                                                                                    |
|  |                                      |  |                                   | порядок Астроцветные              |                    |  |                 |                 | род Пентанема        |  |  |  |                                                                                    |
|  | отдел Цветковые, или Покрытосеменные |  |                                   |                                   | семейство Астровые |  |                 |                 | Пентанема британская |  |  |  |                                                                                    |
|  | отдел Цветковые, или Покрытосеменные |  |                                   |                                   | семейство Астровые |  |                 |                 |                      |  |  |  |                                                                                    |
|  |                                      |  | ещё 63 порядка цветковых растений | ещё 63 порядка цветковых растений |                    |  |                 | ещё 1804 рода   | ещё 1804 рода        |  |  |  |                                                                                    |
|  |                                      |  |                                   | ещё 63 порядка цветковых растений |                    |  |                 |                 | ещё 1804 рода        |  |  |  |                                                                                    |

## Синонимы
- Aster britannicus
- Aster orientalis S.G.Gmel.
- Aster undulatus Moench
- Conyza britannica Rupr.
- Helenium britannicum (L.) Kuntze
- Helenium macrolepis Kuntze
- Helenium repandum Kuntze
- Inula britannica L.
- Inula britannica  f. sublanata (Komarov) Kitag.
- Inula britannica  subsp. britannica
- Inula britannica  subsp. hispanica (Pau) O.Bolòs & Vigo
- Inula britannica  subsp. latifolia U.P.Pratov & R.Nabiev
- Inula britannica var. britannica
- Inula britannica var. eglandulosa R.Nabiev
- Inula britannica var. longilepis R.Nabiev
- Inula britannica var. sericans Zalewski
- Inula britannica var. tymiensis Kudô
- Inula chinensis (Komarov) Komarov
- Inula comosa Lam.
- Inula dichotoma Zuccagni
- Inula encelioides Hornem. ex Ledeb.
- Inula hirta Pollich
- Inula hispanica Pau
- Inula micranthos DC.
- Inula microcephala Borbás
- Inula oetteliana Rchb.
- Inula orientalis d'Urv. ex Boiss.
- Inula serrata Gilib.
- Inula squarrosa Krock.
- Inula tymiensis Kudô
- Inula vaillantii Schur ex Nyman